# IC 1613
IC 1613（Caldwell 51）は、くじら座26番星の近くにある矮小不規則銀河である。1906年にマックス・ヴォルフが発見した。地球に向かって234km/sの速度で近づいている。
IC 1613は局所銀河群に属している。距離を推定するための、ケフェイド変光星の周期と光度の関係の校正に重要な役割を果たしている。マゼラン雲以外では、こと座RR型変光星が観測される唯一の局所銀河群に存在する矮小不規則銀河である。
1999年、Coleらはハッブル宇宙望遠鏡を用いて、この銀河は70億歳以下の恒星によって大部分が占められていることが発見された。彼らはヘス図を用いて、この銀河の進化の歴史がペガスス座矮小不規則銀河と似ていることも発見した。どちらの銀河もIr Vに分類される。また1999年に、Antonelloらは、IC 1613内に5つの種族IIのケフェイド変光星を発見し、 IC 1613には非常に古い恒星が存在するという自らの説を立証した。1999年、King, Modjaz, & LiはIC 1613内で初めての新星を発見した。